# Malambo (pel·lícula de 1984)
Malambo és una pel·lícula dramàtica austríaca de 1984 dirigida per Milan Dor. La pel·lícula va ser seleccionada com a entrada austríaca per l'Oscar a la millor pel·lícula de parla no anglesa al Premis Oscar de 1985, però no va ser acceptat com a nominada.

## Argument
Chris és un jove de províncies admirador de Harry Houdini que somia triomfar com a escapista. Rep l'ajuda de Mischa, especialista en buscar-se la vida i de la seva xicota. Intentarà el repte de llançar-se lligat al Danubi i sortir-ne.

## Repartiment
- Klaus Rohrmoser com Chris
- Miodrag Andrić com Mischa
- Nirit Sommerfeld com Nada
- Dietrich Siegl com Hans
- Oliver Stern com Anatol
- Dagmar Schwarz com Rita
- Georg Trenkwitz com Martin
- Gerhard Swoboda com Peter
- Predrag Milinković com Pero